# 상고허가제
상고허가제(上告許可制)은 고등법원 항소심이 끝난 사건의 원고 또는 피고가 상고를 희망할 경우 대법원에 상고를 할 때 상고 이유서와 원심판결 기록을 검토하여 상고의 허가 여부를 요청하여, 대법원이 허가 여부를 결정하는 제도를 말한다.

## 개요
상고허가제는 최고 재판소에 법률 심의를 요청할 때 이것에 대한 허가를 하는 제도이며, 미국, 영국, 독일 등에서 적용하고 있는 제도이다.
이를테면, 독일에서는 민사사건은 상고허가제를 시행하여 진행하며, 형사사건의 경우 경미한 사건은 고등법원이 상고심을 처리하지만, 중요한 사건의 경우 최고재판소에 해당하는 연방통상법원에서 처리를 한다.

## 상고허가제 비판
국민의 재판받을 권리를 침해한다는 것이 주된 이유이며, 국민이 대법원을 통해서 3심 제도를 적용받을 수 있는 권리를 위해서는 대법관 숫자를 독일처럼 증원해야 한다는 것이다.
대법원은 스스로 업무가 과다하면서 상고법원을 두려고 하지만, 일부 외국 사례, 이를테면 독일의 경우 충분한 최고법원 법관 수를 통하여 해결하고 있다는 식의 주장이다. 참고로 독일의 경우 대법원 재판부가 민사 13개, 형사 6개이며 법관 수는 총 153명이다(이와 같은 독일마저 민사사건은 상고허가제를 도입했다).
한편, 독일의 최고법원 법관 수를 막바로 우리나라의 실정에 적용하기는 어려운데, 독일식 최고법원은 6개의 법원이 병렬적으로 존재하며, 이를 구성하는 법관은 우리나라의 고등법원과 비슷하게 법원장-부장판사-배석판사의 순으로 직급이 다르다. 위 100명 이상의 독일 최고법원 법관 수는 배석판사까지 포함한 숫자이다. 오히려 미국, 영국, 일본 등 외국 주류는 최고법원 구성원의 수가 15인 이내다.

## 국내 대법관 숫자에 대한 논란
상고허가제 도입을 고려하게 된 동기는 대법원의 업무량 때문이다. 변호사 협회, 검찰 측은 대법관 증원론을 주장했고, 대법관 숫자를 늘리지 않는것에 대해서 대법원 자체의 권위를 지키려는 특권 의식이고, 이기적인 모습이며, 국내의 법률 현실에 적합하지 않다는 취지의 주장을 한 바 있다. 위와 같은 변호사 협회 측 주장의 배경에는, 상고사건의 수가 많을 수록 변호사 업계의 시장규모가 커진다는 점이 있다는 것을 고려할 필요가 있다. 그런데, 우리나라 대법원의 업무량이 단지 대법관 숫자를 20명, 30명으로 늘려서 해결될 수준이 아니라는 딜레마가 존재한다.

## 기존 사례
국가보안법 같은 국민 생활에 파급효과가 큰 사안에 대해서 대법원이 심도있는 심리 판단을 하고, 신속한 권리 구제나 업무 처리에 방해가 되는 무익한 상고를 제한할 수 있다. 또한 소송의 지연을 목적으로 하는 상고의 남용을 막아 분쟁을 줄이고 소송비용을 절감할 수 있다.
미국과 독일에서는 2심 법원이 1심 재판에 대해 재심사하도록 하되 최고 법원인 상고심에서는 재심사를 되풀이 하지 않고 공공의 관심을 끄는 중요한 법률문제를 포함하고 있는 사건만을 심리판단하도록 상고제한제도를 확립하고 있으며, 일본도 지난 1997년 상고허가제와 유사한 상고수리제를 도입해 시행하고 있다.
대한민국에서는 1981년 3월 소송촉진 특례법 제정으로 신설되었지만 국민의 재판받을 권리를 침해한다는 이유로 1990년 9월에 폐지되었다. 이후 이를 보완하기 위하여 '심리불속행제도'를 1994년부터 도입하여 시행중이다. 심리불속행제도는 '상고심 절차에 관한 특례법'에 규정되어 있으며 형사사건을 제외한 상고사건 중 상고이유에 관한 주장이 법으로 규정되어 있는 특정 사유를 포함하지 않았을 경우 상고를 기각하는 것이다. 이는 상고인 주장의 상고이유에 중대한 법령위반에 관한 사항 등 상고심을 법률심으로 순화시키기에 걸맞은 사유가 포함되어 있지 않으면 상고이유의 당부에 대해 더 이상 본안심리를 속행하지 아니하고 판결로 상고기각하여 추려내는 제도이다.

## 같이 보기
- 상고